# Trachea immaculata
Trachea immaculata är en fjärilsart som beskrevs av Slevost. Trachea immaculata ingår i släktet Trachea och familjen nattflyn. Inga underarter finns listade i Catalogue of Life.